# تلوث بين كوكبي

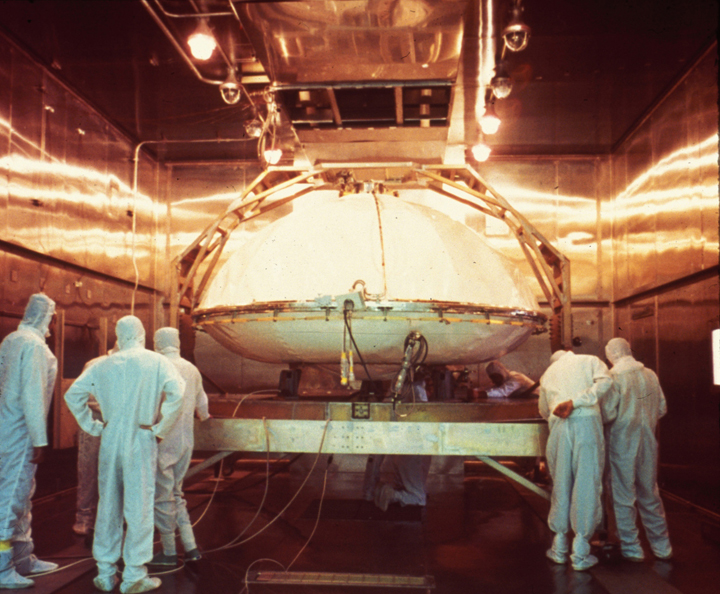

تلوث بين كوكبي (بالإنجليزية: Interplanetary contamination)‏، مصطلح يشير إلى التلوث البيولوجي لأحد الأجرام الكوكبية بواسطة مسبار فضائي أو مركبة فضائية، إما بقصد أو دون قصد.
يوجد نوعان من التلوث بين الكوكبي:
- التلوث الأمامي، وهو انتقال الحياة وأشكال التلوث الأخرى من الأرض إلى الأجرام الفلكية الأخرى.
- التلوث الخلفي، وهو انتقال الكائنات الحية وأشكال التلوث الأخرى، غير الأرضية، إلى المحيط الحيوي للأرض. ويشمل هذا النوع أيضًا انتقال العدوى إلى البشر والمساكن البشرية الموجودة في الفضاء وعلى الأجرام الفلكية الأخرى بواسطة الكائنات الحية غير الأرضية، وذلك في حالة وجود مثل هذه المساكن.

يتوجه التركيز الرئيسي إلى الحياة الميكروبية والأنواع المحتمل أن تكون أنواعًا مجتاحةً. اتُخذت أشكال التلوث الأخرى غير البيولوجية أيضًا في الاعتبار، بما يشمل تلوث الرواسب الحساسة ذات الأهمية العلمية، مثل الرواسب الجليدية القطبية بالقمر. وفي حالة التلوث الخلفي، تعتبر احتمالية وجود الحياة متعددة الخلايا ضئيلةً، ولكنها لم تُستبعد. وفي حالة التلوث الأمامي، تعتبر احتمالية التلوث بواسطة الحياة متعددة الخلايا، مثل الأشنيات، ضئيلةً في المهام الروبوتية، ولكنها ستؤخذ في الاعتبار في البعثات المأهولة إلى المريخ.
تخضع المهمات الفضائية الحالية لمعاهدة الفضاء الخارجي وإرشادات لجنة أبحاث الفضاء للحماية الكوكبية. يمكن الوقاية من التلوث الأمامي عن طريق تعقيم المركبات الفضائية بشكل رئيسي. وفي حالة مهمات العودة بالعينات (التلوث الخلفي)، التي تهدف فيها المهمة إلى العودة بالعينات الفضائية غير الأرضية إلى الأرض، سيقلل تعقيم هذه العينات من أهميتها العلمية بشكل كبير. ولهذا، يمكن الوقاية من التلوث الخلفي بشكل رئيسي عن طريق احتواء العينات، وكسر سلسلة الاتصال بين كوكبها الأصلي وكوكب الأرض. وسنحتاج إلى تطبيق إجراءات الحجر الصحي أيضًا على هذه المواد وعلى أي شخص كان على اتصال بها.

## نظرة عامة
تبدو أغلب كواكب المجموعة الشمسية غير صالحة للحياة طبقًا لما نعرفه. لم تُكتشف أي حياة خارج كوكب الأرض على الإطلاق، ولكن توجد العديد من المواقع خارج كوكب الأرض حيث يمكن أن توجد الحياة، أو قد وجدت في الماضي، أو يمكن أن تزدهر إذا نُقلت هناك. وإذا كانت هناك حياة خارج الأرض، يمكن أن تكون عرضةً للتلوث بين الكوكبي بواسطة الكائنات الحية الدقيقة الغريبة عنها. يمكن أن تنجو بعض الكائنات الأليفة للظروف القاسية خلال الرحلات الفضائية إلى الكواكب الأخرى، وبالتالي يمكن أن تُنقل حياة غريبة إلى الحياة الأصلية بهذه الكواكب بواسطة المركبات الفضائية من الأرض، ما يغير من الحالة الأصلية الحالية لهذا الموقع. يسبب هذا الأمر مخاوف علميةً وأخلاقيةً.
تتضمن مواقع المجموعة الشمسية التي يُحتمل وجود الحياة عليها في يومنا هذا، محيطات المياه السائلة أسفل السطح الجليدي للقمر أوروبا، والقمر إنسيلادوس، والقمر تيتان (الذي يحتوي سطحه على محيطات من الميثان السائل والإيثان السائل، ولكن يمكن أيضًا أن توجد المياه السائلة أسفل السطح والبراكين الجليدية).
يوجد العديد من العواقب للتلوث الخلفي والتلوث الأمامي. فإذا أصبح أحد الكواكب ملوثًا بالحياة الأرضية، سيكون من الصعب بعد ذلك تحديد ما إذا كان أي شكل من أشكال الحياة المكتشفة نشأ على هذا الكوكب أو انتقل إليه من الأرض. وعلاوةً على ذلك، يمكن أن تشوش المواد الكيميائية العضوية التي تنتجها الكائنات الحية المنتقلة إلى هذه الكواكب عمليات البحث الحساسة عن البصمات الحيوية الخاصة بأي حياة أصلية موجودة أو كانت موجودة قديمًا هناك. وينطبق هذا الأمر نفسه على البصمات الحيوية الأخرى والأكثر تعقيدًا. يمكن أن تحظى الحياة على الكواكب الأخرى للمجموعة الشمسية بأصل مشترك مع الحياة الأرضية؛ إذ كانت هناك تبادلات كثيرة للمادة بين الكواكب خلال الفترات المبكرة في المجموعة الشمسية، والتي يمكن أن تكون قد نقلت الحياة أيضًا. وإذا كان هذا الافتراض صحيحًا، فربما تكون هذه الحياة قائمةً على الأحماض النووية أيضًا (الرنا أو الدنا).
تعتبر أغلب الأنوع المعزولة غير مفهومة أو مميزة بصورة جيدة، ولا يمكن زراعتها في المختبرات، وعُرفت فقط من فتات الدنا الموجود بالمسحات. وسيكون من الصعب، على الكوكب الملوث، أن نميز بين الدنا الخاص بالحياة غير الأرضية والدنا الخاص بالحياة الأرضية الذي أُحضر إلى الكوكب مع عمليات الاستكشاف. وتعتبر أغلب أنواع الكائنات الحية الدقيقة الأرضية غير مفهومة بصورة جيدة، بالإضافة إلى عدم تحديد تسلسل الدنا الخاص بها. وينطبق هذا تحديدًا على العتائق التي لا يمكن زرعها بالمختبر، وبالتالي تصعب دراستها. يمكن أن يكون هذا بسبب اعتمادها على وجود الكائنات الحية الدقيقة الأخرى، أو بسبب بطء نموها، أو بسبب اعتمادها على ظروف أخرى لم تُستنتج بعد. وتعتبر نحو 99% من الكائنات الحية الدقيقة غير قابلة للزرع في المزارع النموذجية. يمكن للحياة الأرضية المنتقلة أيضًا أن تلوث الموارد ذات القيمة العالية للبعثات البشرية المستقبلية، مثل المياه.
يمكن للأنواع المجتاحة، إذا كانت هناك حياة على الكواكب الأخرى، أن تتفوق على الحياة الأصلية هناك أو تستهلكها. ولكن هناك رأي معارض يرى أن الحياة الأصلية ستكون أكثر تكيفًا للظروف الموجودة هناك. ومع ذلك، تُبين التجارب الأرضية أن بعض الأنواع المنتقلة من قارة إلى قارة أخرى يمكن أن تكون قادرةً على التفوق على الحياة الأصلية المتكيفة لهذه القارة. وعلاوةً على ذلك، يمكن أن تكون العمليات التطورية على الأرض طورت مسارات بيولوجيةً مختلفةً عن الكائنات غير الأرضية، وبالتالي يمكن أن تكون قادرةً على التفوق عليها. ويعتبر هذا ممكنًا أيضًا من الجهة الأخرى بالنسبة للتلوث الخلفي المنقول إلى المحيط الحيوي للأرض.

## المركبات الفضائية المأهولة
تعتبر المركبات الفضائية المأهولة مصدر قلق للتلوث بين الكوكبي على وجه التحديد؛ بسبب استحالة تعقيم البشر بنفس المستوى الذي تُعقم به المركبات الفضائية الروبوتية. وبالتالي، تعتبر فرصة التلوث الأمامي أعلى في هذه البعثات عن المهمات الروبوتية. يعتبر الجسد البشري في العادة مضيفًا لنحو مئة تريليون كائن حي دقيق في 10000 نوع من الميكروبات البشرية التي لا يمكن إزالتها مع الحفاظ على حياة الإنسان. يعتبر الاحتواء الخيار الوحيد، ولكن يبدو أن الاحتواء الفعال طبقًا لنفس المعيار الخاص بالمركبات الروبوتية أكثر صعوبةً في تحقيقه باستخدام التقنيات المتاحة في يومنا هذا. وبشكل خاص، يعتبر تحقيق الاحتواء المناسب، خلال عملية هبوط عنيفة، تحديًا كبيرًا.
يمكن للمستكشفين البشر أن يكونوا حاملين محتملين لكائنات حية دقيقة -أُصيبوا بها على المريخ- عند عودتهم إلى الأرض، وذلك إن كانت هذه الكائنات الحية الدقيقة موجودةً. تتمثل مشكلة أخرى في تلوث إمدادات المياه بواسطة الكائنات الحية الدقيقة الأرضية من البشر، والموجودة في برازهم، وجلدهم، وأنفاسهم، والتي يمكن أن تسبب تأثيرًا مباشرًا على استعمار المريخ طويل الأمد بواسطة البشر.

## التلوث الأمامي

### حدث بيريشيت لعام 2019
أعلن العلماء، في أغسطس عام 2019، عن احتمالية نجاة كبسولة فضائية على سطح القمر لفترة من الوقت بعد هبوط ارتطامي في شهر أبريل عام 2019 لمركبة بيريشيت، وهي مركبة هبوط قمرية إسرائيلية فاشلة كانت تحتوي على كمية من التارديغرادا، وهو حيوان دقيق يتسم بمرونته، في حالة سبات.